# Bamse
För andra betydelser, se Bamse (olika betydelser).
Bamse är en svensk tecknad barnserie skapad av Rune Andréasson. Den första serien om Bamse kom 1966, och 1973 fick serien sin egen tidning. Bamse finns även i bland annat filmer och bilderböcker. 2014 kom Bamse för första gången som långfilm på bio.
Bamse är en liten brunbjörn som blir världens starkaste när han äter Farmors dunderhonung. Övriga centralgestalter i serien är den lättskrämda kaninen Lille Skutt och den kloka sköldpaddan Skalman. De bor på tre kullar, och Bamses gamla Farmor bor på den högsta och smalaste av dem, Höga Berget.
Rune Andréasson inspirerades av kullarna i Taormina på Sicilien under ett besök i mars 1963, och av Höga Berget i den närliggande byn Castelmola.
Charlotta Borelius är (2016) chefredaktör för tidningen. Bamse vann 2017 titeln Årets tidskrift, tilldelad av branschorganisationen Sveriges Tidskrifter, med motiveringen att de utfört folkbildningsarbete riktat mot falska nyheter och källkritik.

## Historik

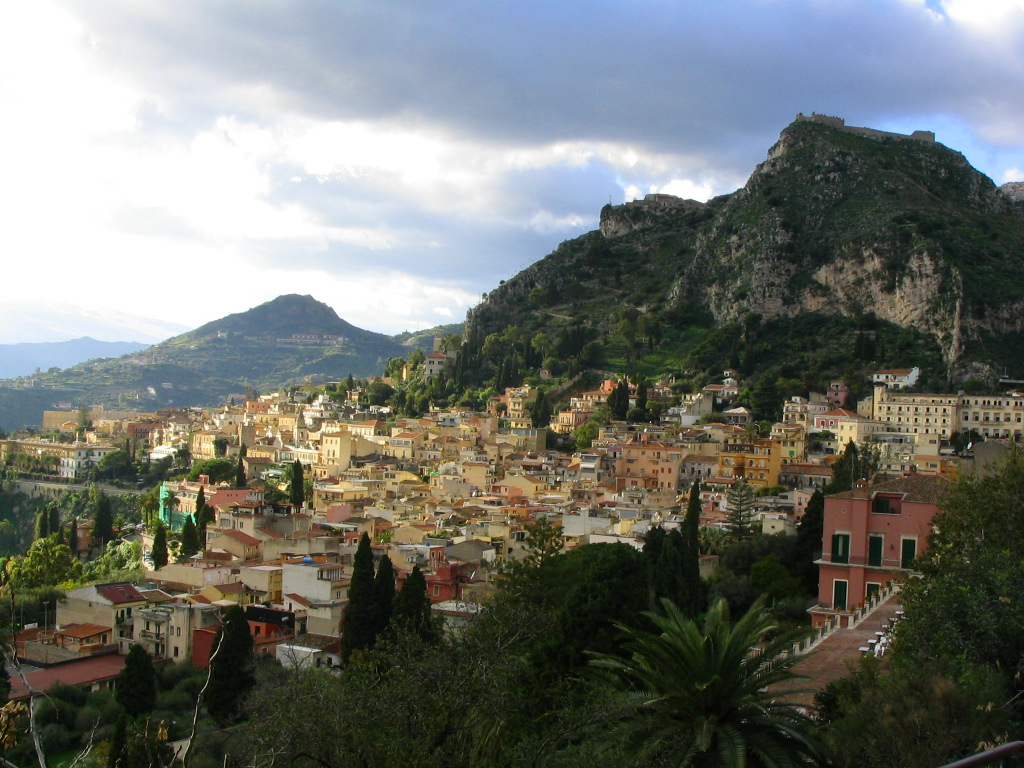
Den kulliga staden Taormina på Sicilien inspirerade Rune Andréasson till kullarna där Bamse bor.

### Föregångare (1940/50-tal)
Innan Rune Andréasson skapade Bamse hade han prövat lyckan med åtskilliga andra serier. Flera av dem – Brum, Nalle ritar och berättar och Teddy – handlade om björnar. Teddy hade underrubriken "världens starkaste björn" och ett karaktärsgalleri som påminde mycket om de figurer som sedermera dök upp i Bamse, med både en tidig Skalman och en lite stöddigare brun kanin vid namn Lasse Skutt. 
Andréasson ångrade att han gjort Teddy så stark utan att ge honom någon svaghet. För att serien skulle bli spännande var han ofta tvungen att söva ned Teddy, och det blev till sist väldigt tjatigt. Så föddes idén till Bamse – en liten björn som bara är stark när han har ätit dunderhonung, som klarar det mesta, men inte allt.
Namnen Brum, Teddy och Nalle inspirerade senare till namnen på Bamses ungar Brum, Teddy och Nalle-Maja.

### De svartvita filmerna (1966)
Bamse gjorde sin debut som titelfigur i sex tecknade svartvita filmer i Sveriges Radio-TV, med start den 29 oktober 1966. (De sex svartvita filmerna finns sedan 2006 på samlings-DVD:n Bamse: De första äventyren.) Vid samma tid kom de första pysselböckerna med Bamse-figurerna.

### Veckoserien (1966–1970)
Två dagar efter att den andra filmen hade visats, den 7 november 1966, utkom Allers nummer 46 med inledande avsnittet av Bamse-veckoserien. Denna fortlöpte under 3,5 år med Rune Andréasson som ensam upphovsman. I Allers nummer 12 1970 avslutades det fjortonde och sista Allers-äventyret. Under perioden utgavs den första Bamse-sagoboken.

### Färgfilmerna (1972–1973; 1981; 1991)
Efter att Bamse slutat som serie i Allers visades sju nya kortfilmer, denna gång i färg, i Sveriges Radio-TV vintern 1972-1973. Filmerna har sedan kommit att repriseras ett flertal gånger, och utökades med ytterligare tre avsnitt.

### Serietidningen (1973–)
Från och med januari 1973 (tidsmässigt sammanfallande med de nya Bamse-färgfilmerna) fanns tidningen Bamse – världens starkaste björn i tidningsställen. Tidningen kom sedermera att bli en av de bäst säljande serietidningarna i Sverige.

### Nya tecknare kommer in i bilden (1976–)
Från utgivningsåret 1976 tecknades serierna av spanjoren Francisco Torá, från 1983 även av svensken Bo Michanek, med Andréasson som fortsatt ensam manusförfattare. År 1990 pensionerade sig Andréasson från tidningsproduktionen (dock inte fullständigt; han fortsatte teckna framsidan till tidningen i ytterligare några år) och lämnade över tidningen till nuvarande Egmont Kärnan vars Bamse-redaktion anslöt ytterligare frilansare på både manus- och tecknarsidan. I juli 2018 bestod Bamse-redaktionen av Joakim Gunnarsson, Lise Jörgensen, Anna Bergström och Charlotta Borelius.

### Seriens karaktär
Serien, i grunden en komisk äventyrsserie, blev med tiden känd för att ta upp viktiga rättvisefrågor för barn, inklusive sociala frågor såsom mobbning, rasism, barnmisshandel, funktionsnedsättning, droger och jämställdhet. Under 1970-talet ansåg många att serien hade en tydlig politisk vänsterinriktning. År 1982 skaffade Bamse familj, vilket ledde till att allt fler historier började kretsa kring barnen.

## Persongalleri
Se lista över figurer i Bamse.

## Bamses moral
Under den tid Rune Andréasson skrev serien följde Bamse som barnserie en tydligt uttalad, genomtänkt moral som ofta citerades i serierna.
- "Ingen blir snäll av stryk."
- "Många små svaga tillsammans kan besegra den starke."
- "Det är modigt att våga säga att man är rädd."
- "Man ska vara snäll mot dem som är stygga, för de behöver det mest, och då blir de kanske snällare."

Serien har alltid haft en tydlig uppfostrande karaktär. Ämnen som tagits upp i serien är mobbning, misshandel, jämställdhet, samarbete, alkoholism, demokrati, solidaritet, vapenhandel, antivåld och motstånd mot krig och vapen, drogmissbruk, främlingsfientlighet, socialt ansvar, djur- och miljövård, användning av hjälm och av bilbälte, samt vikten av att skaffa sig kunskap. Tidningen har också kritiserat astrologi.

### Kritik
Bamse har genom åren kritiserats för att uttrycka en politisk vänsterinriktning, och har av moderata ungdomsförbundet anklagats för att vara kommunistisk. 1998 skrev Joakim Nilsson studentuppsatsen Bamse – en uppsats om världens starkaste björn och hans politiska värderingar, där han noterade att det kommunistiska Kina, i serien "Bamses skola", prisades för sina insatser för vanligt folk. Detta gjordes till synes helt ovetande om de övergrepp och våldshandlingar som ägde rum under det stora språnget och kulturrevolutionen:
| ” | I Beijing finns världens största torg [...] Den himmelska fridens torg. Där samlades den 1 oktober 1949 miljoner människor för att höra Mao Zedong utropa Folkrepubliken Kina. Landet var befriat från de krigsherrar, affärsmän och utlänningar som tidigare styrde. Före denna befrielse svalt vissa år många miljoner människor ihjäl. Efter 1949 har man delat på maten mer rättvist och ingen svälter. Det är en av 1900-talets viktigaste händelser - var fjärde människa på jorden är ju kines. | „ |

Trots den medieuppmärksamhet som väcktes tog Andréasson aldrig offentligt avstånd ifrån detta uttalande. När det här avsnittet repriserades, i nr 15/2004, efter Andréassons död, var det påtagligt redigerat och nedtonat. Avsnittet var nedkortat från ett uppslag till en sida, och alla kontroversiella påståenden om Mao var borttagna.
Vargen blev snäll enbart genom snällhet. Den enda riktigt ohjälpliga figuren tycks vara Krösus Sork, möjligen med undantag av räven Reinard, en figur som inte uppfunnits av Rune Andréasson. Krösus är en kapitalist som gör vad som helst för pengar - fast i ett avsnitt om "Hur Krösus blev rik", visas det på att händelser i Krösus bakgrund till del kan förklara hans snikenhet och hänsynslöshet. Kritiken mot Krösus i serien har en del menat skulle göra serien fientlig mot arbetsgivare och företagare.
Andra företagare skildras dock i ett positivt ljus. Bröderna Bäver representerar tillverkningsindustrin. Även Bamses mormor Anna-Cilla presenteras positivt som egenföretagare inom detaljhandeln och arbetsgivare för Brummelisa.
Rune Andréasson menar att Krösus Sork snarare representerar girigheten och vulgärkapitalismen än en person: "Krösus blir aldrig snäll, för då kommer det bara en ny Krösus i hans ställe".

#### Trollkarlens röda blomma
I serien "Trollkarlens röda blomma", som publicerades för första gången i Bamse nr 10/1988, träffar Skalman figurerna Eragord, Nifrom och Nioreh, vars namn baklänges blir drogare, morfin och heroin. Eragord ger Skalman en dryck gjord på blommor som ger "vackra drömmar och tankar". Skalman svävar på rosa moln och tycker att allt ser vackert ut. Senare i serien bränner Skalman ner de fält där Eragord odlar de blommor som drycken består av.
Trots att serien tar tydligt avstånd mot droger, fick den kritik av föräldrar och av barnombudsmannen Lena Nyberg när den publicerades på nytt 2001. Tidningens ansvarige utgivare Jan Magnusson försvarade dock serien och menade att den visar på hur lätt det är att bli missbrukare och att man inte ska fördöma dem som hamnat i missbruk.

#### Bamse förklarar asylprocessen
I april 2011 lanserade Migrationsverket i samarbete med Egmont Kärnan en Bamsetidning med syfte att utgöra informationsmaterial för barn om asylprocessen. Två barnfamiljer kommer till Bamses land; en får stanna och en blir utvisad. I sista serierutan möts den senare familjen av kramar när de återvänder och blir lyckliga i det land de nyss flytt ifrån. Materialet har därför kritiserats för att skönmåla asylprocessen. Med i en referensgrupp för uttagning av materialet var bland annat organisationen Individuell Människohjälp, som fortfarande säger sig stå bakom materialet, men inte svensk flyktingpolitik. Andra deltagare i referensgruppen var Röda Korset, Rädda Barnen, BRIS och Malmö Högskola.

## Manusförfattare och tecknare
Andréasson tecknade serien på egen hand fram till 1975, skrev manus till 1990 (Bamse 7/90) och var sedan konsult och omslagstecknare under två års tid (till och med Bamse 7/92). Därefter hade han ingen direkt inblandning i produktionen av serietidningen men fortsatte att hålla sitt vakande öga över innehållet fram till sin död 1999.
Francisco Tora var den ende tecknaren till serien mellan 1976 och 1982, och var tillsammans med Bo Michanek den ende som tecknade serien under Rune Andreassons tid som manusförfattare. Idag görs Bamse av en stab av tecknare och författare.
Bland alla de serieskapare som har skrivit eller tecknat "Bamse" genom tiderna kan, förutom Rune Andréasson själv, nämnas:
Rune Andréassons redaktörstid (1973-1990): Francisco Torá, Bo Michanek.
Jan Magnussons redaktörstid (1990-2002): Francisco Torá, Bo Michanek, Tony Cronstam, Thomas Holm, David Liljemark, Johan Wanloo, Olof Siverbo, Claes Reimerthi,  Joakim Gunnarsson, Lars Bällsten, Andreas Qassim, Torbjörn Jörgensen med flera.
Lisbeth Wrembys redaktörstid (2002-2008): Tony Cronstam, Olof Siverbo, Joakim Gunnarsson, Lars Bällsten, Andreas Qassim, Susanne Adolfsson, Mårten Melin, Adam Blomgren, Ted Johansson.
Charlotta Borelius redaktörstid (2008-): Susanne Adolfsson, Jens Hansegård, Kenneth Hamberg, Simon Bülow, Hedvig Häggman-Sund, Lars Bällsten, Andreas Qassim, Ted Johansson, Thomas Holm med flera.
Under 1990-talet fortsatte Rune Andréasson att skriva 61 manus avsedda för publicering efter sin bortgång. Det sextioandra påbörjades men avslutades aldrig; serien slutar tvärt mitt i en dramatisk scen på seriens fjärde sida. Den första av dessa serier publicerades i Bamse 1/01; fram till juni 2006 hade man publicerat drygt hälften av dessa serier, som i tidningen är märkta RAPM i sin första ruta – en förkortning för Rune Andréasson Post Mortem.

## Filmerna

### Svartvita filmer (1966)
- Världens starkaste björn
- Skalmans märkliga bil
- Ett lejon har rymt från en cirkus (del 1 av 2)
- Afrikaresan (del 2 av 2)
- Resan till Badköping
- Nu är det vinter

### Färgfilmer (1972–1991)
- Skattkartan (1972, del 1 av 2)
- Skattsökarfärden (1972, del 2 av 2)
- Vulkanutbrottet (1972, del 1 av 2)
- Den hungriga draken (1972, del 2 av 2)
- Vargen äter dunderhonung (1972)
- Den flygande mattan (1972, del 1 av 2)
- Trollkarlen (1972, del 2 av 2)
- Den lilla åsnan (1981, del 1 av 2)
- Den stora kapplöpningen (1981, del 2 av 2)
- Bamse i trollskogen (1991)

### Långfilm
I oktober 2006, 40 år efter att Bamse skapades, berättade Ola Andréasson, son till Rune Andréasson, att man planerade att göra en långfilm. Filmen beräknades ha en budget på runt 25 miljoner kronor. I mitten av maj 2012 kom det ut en titel till den framtida filmen, Bamse och tjuvstaden. Filmen hade premiär 17 januari 2014.
Uppföljarna är Bamse och häxans dotter (2016), Bamse och dunderklockan (2018)  Bamse och vulkanön (2021) och Bamse och världens minsta äventyr (2023).

## Serietidningarna

### Bamse – världens starkaste björn
Huvudtidningen har kommit ut sedan 1973, vilket innebär att den numera ligger på tiotopplistan över Sveriges äldsta fortfarande publicerade serietidningar. För närvarande ges den ut med 18 nummer per år, och totalt har mer än 740 tidningar givits ut.
Tidningen har utgetts på följande förlag:
- Williams förlag 1/73-5/76
- Semic Press 6-10/76
- Atlantic förlag 1/77-4/82
- Rune A-serier 5/82-7/88
- BAMSE Förlaget 8/88-7/90
- Egmont Kärnan 8/90-

Åren 1984–1992 hade tidningen sin största popularitet, räknat i upplagesiffror. Under denna period låg tidningens upplaga på över 200 000 ex per nummer, därmed tidvis högre än störste konkurrenten Kalle Anka & C:o.
Bamse utgavs 1993 på elva språk, och hade en tryckupplaga på 1,5 miljoner exemplar världen över, i länder som Danmark, Norge, Finland, Nederländerna, Ungern, Tyskland, Slovakien, Ryssland, Polen, Bulgarien, Tjeckien och Rumänien, även om satsningen i Östeuropa i de flesta fall inte varade särskilt länge. Bara Norge har varit med sedan starten.

### Andra Bamseutgåvor
- Bamses Bästa
Albumserie som gavs ut med två nummer 1980; Jorden Runt med Bamse och Bamse och Billy Boy. Innehöll reprisserier. Ytterligare en tidning med titeln Bamses Bästa gavs ut 1997. 2005 och 2006 utkom två inbundna böcker med samma titel. Se nedan under Bamse-biblioteket.
- Bamses Julalbum
Album som ges ut vid jultid varje år sedan 1991, innehållande en mix av reprisserier och nytt material. Notera att 1977 och 1978 gav respektive års tjocka julnummer av tidningen även ut i en albumliknande utgåva utan nummer på framsidan - innehållet var dock det samma.
- Bamse-Extra
Tjockare tidning som gavs ut med 30 nummer mellan 1992 och 2005. Innehöll i huvudsak reprisserier, ofta med ett tema i varje nummer.
- Bamses Äventyr
Ersatte 2006 Bamse-Extra. Innehållet är liknande men en tydligare fokus mot en vuxenpublik märks, bl.a. genom artiklar och införandet av Rune Andréasson klassiska serie Lille Rikard och hans katt som biserie. Ges ut 6 ggr/år.
- Bamse för de yngsta
Ges ut med 8 nummer per år sedan cirka år 2010. Serien består av enklare berättelser med få figurer på varje sida, och riktar sig till åldern 0–5 år. Flera av serierna som utgavs 2010-2011 har reproducerats senare. Ett utdrag ur produktionen syns här, vilken genom titlarna visar på tidningens karaktär.

| År   | Nr | Titel                               |
| ---- | -- | ----------------------------------- |
| 2014 | 7  | Nalle-Maja hjälper till i skogen    |
|      | 8  | Vargen fyller år                    |
| 2015 | 1  | Mini-Hopp vill inte bada            |
|      | 2  | Krösus tappar bort en peng          |
|      | 3  | Brumma och Mjau                     |
|      | 4  | Katten Janson letar efter en kompis |
|      | 5  | Reinards rullande rackartyg         |
|      | 6  | Teddy hjälper till                  |
|      | 7  |                                     |
|      | 8  |                                     |

- Bamses Pyssel
En pysseltidning som mestadels innehåller pyssel men även någon serie. Började ges ut i slutet av 2003 och ges för närvarande ut varannan månad. Innehållet har hittills varit pyssel och spel som konstruerats och ritats av Rune Andréasson.
- Bamsebiblioteket
En serie av inbundna böcker som återtrycker och samlar en halv årgång Bamse per bok. Förutom serierna återfinns här även artiklar och diverse illustrationer.
Dessutom finns några specialutgåvor, som till utförande och layout följer huvudseriens upplägg; Bamsebiblioteket - Så började det - två volymer som utgavs 2003 och 2004 och samlar serier som behandlar om persongalleriets ursprung - samt Bamsebiblioteket - Bamses Bästa - två volymer, utgivna 2005 och 2006, som samlar utvalda Bamseserier från 1973-1988 respektive 1988-2006.
Följande utgåvor finns i skrivande stund (man ger alltså kontinuerligt ut nya utgåvor av Bamsebiblioteket):
  - Bamsebiblioteket volym 1: nummer 1-6 1973.
  - Bamsebiblioteket volym 2:nummer 7-12 1973.
  - Bamsebiblioteket volym 3: nummer 1-6 1974.
  - Bamsebiblioteket volym 4: nummer 7-12 1974.
  - Bamsebiblioteket volym 5: nummer 1-6 1975.
  - Bamsebiblioteket volym 6: nummer 7-12 1975.
  - Bamsebiblioteket volym 7: nummer 1-5 1976.
  - Bamsebiblioteket volym 8: nummer 6-10 1976.
  - Bamsebiblioteket volym 9: nummer 1-6 1977.
  - Bamsebiblioteket volym 10: nummer 7-12 1977.
  - Bamsebiblioteket volym 11: nummer 1-6 1978.
  - Bamsebiblioteket volym 12: nummer 7-12 1978.
  - Bamsebiblioteket volym 13: nummer 1-5 1979.
  - Bamsebiblioteket volym 14: nummer 6-9 1979.
  - Bamsebiblioteket volym 15: nummer 1-5 1980.
  - Bamsebiblioteket volym 16: nummer 6-10 1980.
  - Bamsebiblioteket volym 17: nummer 1-4 1981.
  - Bamsebiblioteket volym 18: nummer 5-8 1981.
  - Bamsebiblioteket volym 19: nummer 1-6 1982.
  - Bamsebiblioteket volym 20: nummer 7-12 1982.
  - Bamsebiblioteket volym 21: nummer 1-6 1983.
  - Bamsebiblioteket volym 22: nummer 7-12 1983.
  - Bamsebiblioteket volym 23: nummer 1-6 1984.
  - Bamsebiblioteket volym 24: nummer 7-12 1984.
  - Bamsebiblioteket volym 25: nummer 1-6 1985.
  - Bamsebiblioteket volym 26: nummer 7-12 1985.
  - Bamsebiblioteket volym 27: nummer 1-6 1986.
  - Bamsebiblioteket volym 28: nummer 7-12 1986.
  - Bamsebiblioteket volym 29: nummer 1-6 1987.
  - Bamsebiblioteket volym 30: nummer 7-12 1987.
  - Bamsebiblioteket volym 31: nummer 1-6 1988.
  - Bamsebiblioteket volym 32: nummer 7-12 1988.
  - Bamsebiblioteket volym 33: nummer 1-6 1989.
  - Bamsebiblioteket volym 34: nummer 7-12 1989.
  - Bamsebiblioteket volym 35: nummer 1-6 1990.
  - Bamsebiblioteket volym 36: nummer 7-12 1990.
  - Bamsebiblioteket volym 37: nummer 1-6 1991.
  - Bamsebiblioteket volym 38: nummer 7-12 1991.
  - Bamsebiblioteket volym 39: nummer 1-6 1992.
  - Bamsebiblioteket volym 40: nummer 7-12 1992.
  - Bamsebiblioteket Bamses bästa volym 1: innehåller utvalda serier från 1973-1988.
  - Bamsebiblioteket Bamses bästa volym 2: innehåller utvalda serier från 1988-2006. Utgiven 2006. ISBN 91-7134-364-4.
- Bamse - Den kompletta veckoserien 1966-1970
Bok som samlar samtliga 176 Bamse-avsnitt som Andréasson ritade och skrev för veckotidningen Allers under 1960-talet, innan serietidningen hade lanserats. Utgiven av Egmont Kärnan i samband med Bamses 40-årsjubileum 2006. ISBN 9171343652.
- Små sagor och Små serier
Böcker i Pixibok-format, utgivna sedan 2002 - se Små serier - serier för de allra minsta.

#### Engångspublikationer
- Bamse på Sagornas Ö - seriealbum utgivet av Egmont Kärnan 2003.

#### Informations- och reklampublikationer
- Bamse och Kalle Svartskalle  - gratistidning utgiven av Statens Invandrarverk vid två tillfällen, 1988 och 1993. Serien hade tidigare publicerats i Bamse 1980, och behandlar rasism.
- Bamses brandskola - gratistidning utgiven av Räddningsverket 1996, och i flera nyutgåvor. Informerar barn och föräldrar om hur man förhindrar brand och agerar när det börjar brinna. Tidningen delades ut som pris i en serieteckningstävling i Bamse 1997.
- Bamse och bråkstaken - gratistidning utgiven av Rädda Barnen 1996. Serien behandlar barn och konfliktlösning.
- Bamse restidning - serietidning utgiven av Fritidsresor 2005.
- Bamse - pysseltidning utgiven av SJ 2005.
- Bamse tandskola - serietidning utgiven av Glaxo Smith Kline 2005.
- Bamse och Alfred Nobel - serietidning utgiven av Nobelmuseet 2006.
- Bamses hjärnskola - serietidning utgiven av Hjärnfonden 2010.
- Bamse och Lill-Mickel - en specialtidning om diabetes - gratistidning utgiven av Svenska Diabetesförbundet 2012.
- Bamse Tema: Källkritik! - framtagen av Bamseredaktionen på uppdrag av Barnens bibliotek 2017.

## Bilderböcker

### Av Rune Andréasson
- Bamse (ca 1968)
- Bamse och sjörövarna (ca 1971)
- Bamse och lejonet (ca 1971)
- Bamse i Vilda Västern (ca 1971)
- Bamse åker till månen (ca 1971)
- Bamse och den lilla åsnan (1992)
- Bamse i Trollskogen (1992)
- Brum och Filiokus (1994)
- Teddy går vilse i natten (1994)
- Nalle-Maja och dunder-honung (1994)
- Brumma och tigern (1994)
- Bamse och Regnbågs-Nuttarna (1996, musiksaga)
- Mini-Hopp på cirkus (1997)
- Mini-Hopp i Sagolandet (1997)
- Mini-Hopps födelsedag (1997)
- Mini-Hopp som sjörövare (1997)
- Bamse och Bronto (2001)
- Bamse och Lyckans Dörr (2002)

Samlingsvolymer:
- 4 Bamseäventyr (1983; böckerna från 70-talet)
- Jag Bamse (1989; böckerna från 60- och 70-talet)
- Bamse: Sagostunden (2005; fyra av böckerna från 90-talet - Bamse i Trollskogen, Brum och Filiokus, Teddy går vilse i natten och Mini-Hopp i Sagolandet)

### Av andra författare
Jan Magnusson (text) och Lars Bällsten (bild):
- Bamse och hans vänner (2001)

Jan Magnusson/Dan Andréasson (text) och Kenneth Hamberg/Kerstin Hamberg (bild):
- Brumma: Klurerna (2004)
- Skalman: Trollfen (2004)
- Katten Janson: Studsbollen (2004)
- Vargen: Det stora kalaset (2004)
- Vad är det som prasslar?  (2004, tygbok)
- Farmor och Fumler (2005)
- Skalman och Rabba (2005)
- Nalle-Maja och Fnittra (2005)
- Bamse och Stampa (2005)
- Bamse och Skalman (2006)
- Bamse och Lille Skutt (2006)
- Bamse och dunder-honungen (2006)
- Bamse och Billy Boy (2006)

Mårten Melin (text), Adam Blomgren (bild) och Kerstin Hamberg (tusch):
- Bamse och Reinard Räv (2007)
- Bamse och de elaka poliserna (2007)
- Bamse och luringarna från Galna Galaxen (2008)

Mårten Melin (text), Ted Johansson (bild) och Kerstin Hamberg (tusch):
- Bamse och det märkliga huset (2008)

Lisbeth Wremby (text), Andreas Qassim (bild) och Kerstin Hamberg (tusch):
- Bamse och Gluff-Gluff (2008)

## Andra produkter

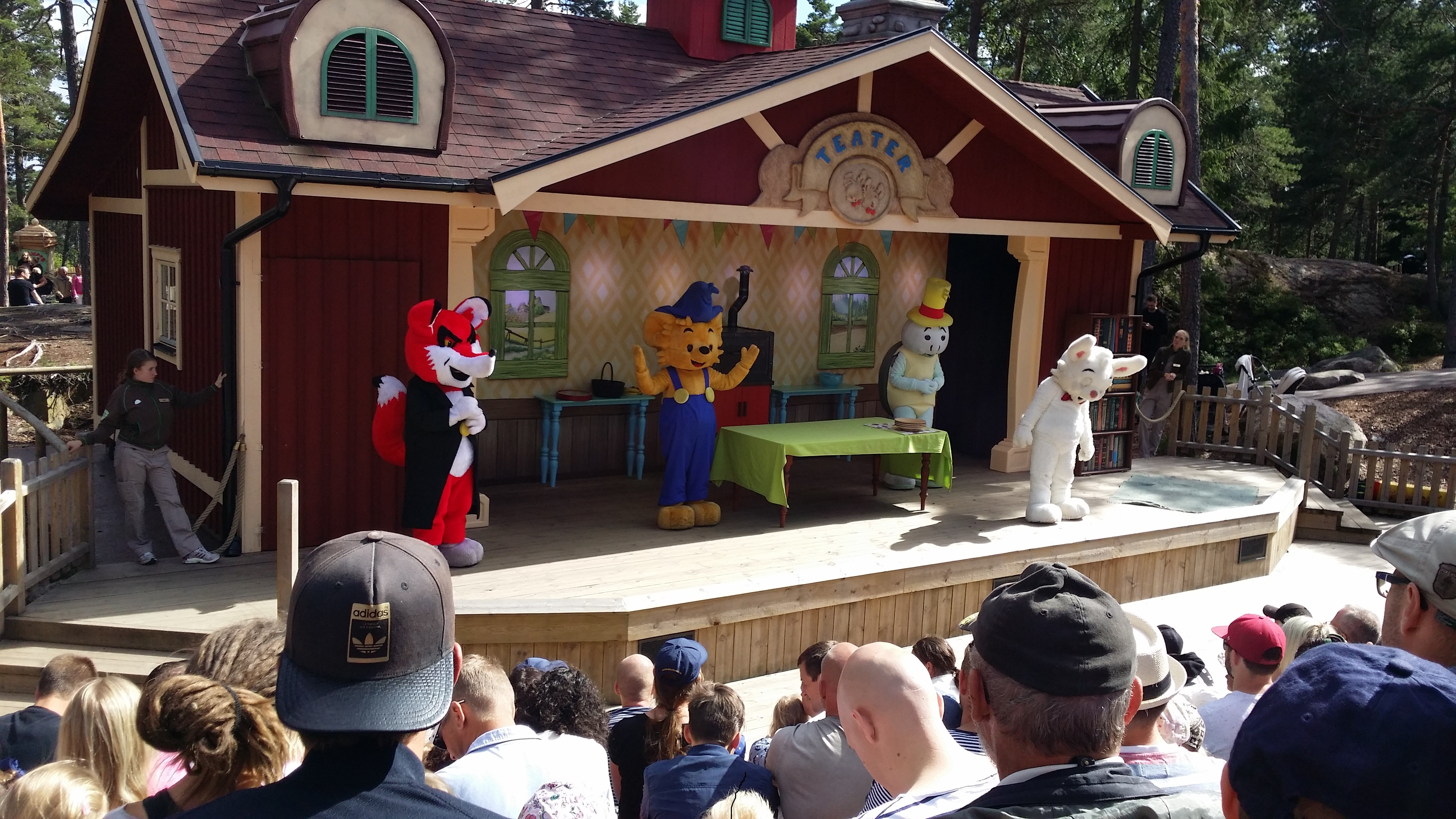
Bamse och tårttjuven spelas på scenen i Bamses Värld på Kolmårdens djurpark den 24 juni 2017.

Rune Andréasson hade under lång tid bestämt sig för att inte licensera ut Bamse till alla möjliga produkter, för att inte bli alltför kommersiell. Det finns dock gosedjur och sällskapsspel samt plåster och tandhygieniska produkter:
- Det finns plastfigurer med Bamse från 1980-talet samt en upplaga av figurer från 2002/2003.[22]
- Det finns olika Bamseprodukter på apoteket speciellt avsedda för att brukas av barn, som Bamses schampo, balsam, solskydd och hudlotion. Det finns även sockerfria tuggummin och plåster med bamsefigurer på. Bamses barntandkräm är en tandkräm som tillverkas av företaget Sensodyne, och påstås lämpa sig för barn mer än andra tandkrämer. På tubens framsida figurerar Bamse.
- 1993 gavs spelet Bamse ut till Nintendos konsol Game Boy, endast i Sverige. Det är en portering av spelet We're Back!, även känt som Baby T-Rex, där delar av grafiken har bytts ut. Det har inga som helst kopplingar till Bamses tecknade serier annat än ett par korta sekvenser där Bamse, Skalman, Lille Skutt och Vargen syns, samt att Bamse har rollen som huvudperson och kan plocka upp burkar med dunderhonung. Dunderhonungen används inte för att ge Bamse styrka, utan burkarna används som kastvapen. I spelet åker Bamse, Lille Skutt och Skalman tillbaka till dinosauriernas tid med en tidsmaskin (som har setts i nummer 1/73 av Bamse). Vargen följer med som fripassagerare. Framme i dinosauriernas tid kidnappar Vargen Skalman och berättar att han har fört denne till sitt "dödsdömda slott" och att Bamse och Skutt därmed är fast i forntiden för alltid. Spelet gavs betygen 2/10 och 3/10 när det recenserades i Nintendo-Magasinet.
- Ett annat spel om Bamse kom 2007, Bamse i Egypten till PC.
- Ytterligare ett spel om Bamse kom 2011, Bamse och Sjörövarskatten till PC.
- Bamse var den nu nerlagda hamburgerkedjan Clocks ansikte utåt mot barnen. Bland annat sålde företaget Bamsemeal, en liten pappersbox prydd av Bamsemotiv bestående av en hamburgare, pommes frites, liten läsk samt en leksak. Exempel på leksaker som ingick var pins föreställande Bamse, Skalman, Vargen och Lille skutt. Vid en del barnkalas klädde sig en Clockanställd i en Bamsekostym och skojade med barnen.
- TUI (tidigare Fritidsresor)  använder sig av Bamse för att marknadsföra sig mot barnfamiljer. Bland annat har de en klubb för barn som heter Bamseklubben.
- Lindex har haft en kollektion barnkläder med Bamsemotiv.